# Махмуд Фавзі (борець)
Махмуд Фавзі Рашад Мухаммад Себі (араб. محمود فوزى رشاد; нар. 20 червня 1992) — єгипетський борець греко-римського стилю і боєць MMA, чемпіон та срібний призер чемпіонатів Африки з греко-римської боротьби, учасник Олімпійських ігор.

## Життєпис
Після завершення кар'єри борця з січня 2021 року почав брати участь у змішаних єдиноборствах.

## Спортивні результати на міжнародних змаганнях

### Виступи на Олімпіадах
| Змагання                    | Збірна | Вагова категорія                 | Місце |
| --------------------------- | ------ | -------------------------------- | ----- |
| Літні Олімпійські ігри 2016 | Єгипет | греко-римська боротьба, до 75 кг | 15    |

### Виступи на Чемпіонатах Африки
| Змагання                         | Збірна | Вагова категорія                 | Місце  |
| -------------------------------- | ------ | -------------------------------- | ------ |
| Чемпіонат Африки з боротьби 2016 | Єгипет | греко-римська боротьба, до 75 кг | Золото |
| Чемпіонат Африки з боротьби 2017 | Єгипет | греко-римська боротьба, до 80 кг | Срібло |

### Виступи на інших змаганнях
| Змагання                                                    | Збірна | Вагова категорія                 | Місце  |
| ----------------------------------------------------------- | ------ | -------------------------------- | ------ |
| Арабський чемпіонат з боротьби 2015                         | Єгипет | вільна боротьба, до 86 кг        | 5      |
| Арабський чемпіонат з боротьби 2015                         | Єгипет | греко-римська боротьба, до 80 кг | Золото |
| Турнір Ібрагіма Мустафи 2015                                | Єгипет | греко-римська боротьба, до 75 кг | Золото |
| Олімпійський кваліфікаційний турнір з боротьби 2016 (Алжир) | Єгипет | греко-римська боротьба, до 75 кг | Срібло |
| Кубок Владислава Пітласинські 2016                          | Єгипет | греко-римська боротьба, до 80 кг | 9      |
| Міжнародний меморіал Дейва Шульца 2017                      | Єгипет | греко-римська боротьба, до 80 кг | Срібло |
| Турнір Дана Колова — Николи Петрова 2018                    | Єгипет | греко-римська боротьба, до 77 кг | 22     |